# Городские агломерации Эстонии
Агломерации образовались вокруг городов, промышленных и туристических центров Эстонии.

## Список крупнейших агломераций Эстонии (с населением свыше 100 тыс. человек)
1. Столичная моноцентрическая городская агломерация с центром — город Таллин, в состав которой, кроме центра, входят города Маарду, Кейла, Рапла, Сауэ, Палдиски, Кехра и Локса, а также волости Харку, Раэ, Виймси, Саку, Сауэ и Йыэляхтме и прочие. Некоторые города, волости и посёлки сливаются с окраинами Таллина и фактически являются продолжением города. Агломерация располагается вокруг города Таллина. Это самая большая агломерация Эстонии и значительно превышает другие. Население агломерации около 550 тысяч человек (40 % от общего числа жителей Эстонии).
2. Северо-восточная полицентрическая городская агломерация с двумя основными центрами: географический центр агломерации и столица уезда Ида-Вирумаа — город Йыхви и самый большой город региона — Нарва. В состав агломерации также входят города Кохтла-Ярве (включая районы Ярве и Ахтме), Силламяэ, Кивиыли, Нарва-Йыэсуу и Пюсси, а также волости Йыхви, Тойла, Азери, Вайвара, Мяэтагузе, Кохтла, Люганузе, Сонда и Кохтла-Нымме. Города Йыхви и Кохтла-Ярве, из-за тесной приближенности к друг другу, фактически сливаются в единый город. Агломерация расположена на севере уезда Ида-Вирумаа. Население агломерации около 150 тысяч человек.
3. Тартуская моноцентрическая городская агломерация с центром — город Тарту, кроме этого в состав входят волости Тарту, Юленурме, Тяхтвере и Луунья. В некоторых волостях на границе с Тарту, строятся жилые, торговые и промышленные кварталы и районы, которые приближают волости к городу, тем самым фактически расширяя городскую площадь. Агломерация располагается вокруг города Тарту. Население агломерации около 120 тысяч человек.

## Другие скопления небольших городов и посёлков
Пярну — Синди — около 60 тысяч

Раквере — около 40 тысяч

Валга — Валка (эстонско-латвийская агломерация) — около 25 тысяч